# ویلیام لاملی
ویلیام لاملی (انگلیسی: William Lumley؛ ۲۸ اوت ۱۷۶۹ – ۱۵ دسامبر ۱۸۵۰ (۸۱ ساله)) فرد نظامی اهل پادشاهی متحد بریتانیای کبیر و ایرلند بود. وی همچنین برندهٔ جوایزی همچون نشان حمام شده‌است.